# NGC 4330
NGC 4330 é uma galáxia espiral (Sc) localizada na direcção da constelação de Virgo. Possui uma declinação de +11° 22' 07" e uma ascensão recta de 12 horas, 23 minutos e 17,0 segundos.
A galáxia NGC 4330 foi descoberta em 14 de Abril de 1852 por William Parsons.